# Shinkai (U-Boot)
Der Shinkai (japanisch 震海 ‚bebende See‘) – die Konstruktionsbezeichnung lautete 9-Kanamono – war eine geplante Kleinst-U-Boot-Klasse der Kaiserlich Japanischen Marine gegen Ende des Pazifikkriegs.

## Entwicklungsgeschichte
Das eher torpedoähnliche Gerät war für den Selbstopfereinsatz konzipiert worden und trug in der Bugsektion eine 1000 kg schwere Sprengladung, die mittels Aufschlagzünder an der gegnerischen Schiffswand detonieren sollte. Warum die japanische Marineführung das Konzept als ein Zwei-Mann- statt Ein-Mann-Boot entwickelte, ist unklar. Vor dem Kriegsende konnte nur ein Versuchsboot hergestellt werden. Geplant waren anscheinend 14 Einheiten. Das Boot zeichnete sich jedoch in den folgenden Seeerprobungen durch seine schlechte Steuerfähigkeit aus. Dies sowie seine geringe Höchstgeschwindigkeit von nur neun Knoten führten zur Einstellung des Projektes.

## Verbleib
Das Boot wurde vor seiner Fertigstellung verschrottet.